# Bramka trójstanowa
Bramka trójstanowa, bramka TS (ang. three-state) – bramka logiczna, która na wyjściu, oprócz dwóch stanów logicznych (0 i 1 logiczne), może przyjmować stan logicznie nieokreślony. Stan ten nazywany jest stanem wysokiej impedancji i oznaczany jest (Z).

Bufor trójstanowy można porównać z przełącznikiem sterowanym elektrycznie. W zależności od wartości sygnału zezwalającego B bufor przekazuje lub nie stan wejścia na wyjście.

## Bramki TS
Bramki trójstanowe, oprócz standardowych wejść, posiadają również wejście dodatkowe S.
Wyróżniamy bramki:

### NAND TS
Kiedy wejście S przyjmuje wartość 1 logicznej, bramka NAND TS działa jak zwykła bramka NAND. Natomiast kiedy na wejściu S pojawia się 0 logiczne, na wyjściu bramki jest stan wysokiej impedancji.
| S | a | b | y   |
| - | - | - | --- |
| 0 | 0 | 0 | (Z) |
| 0 | 0 | 1 | (Z) |
| 0 | 1 | 0 | (Z) |
| 0 | 1 | 1 | (Z) |
| 1 | 0 | 0 | 1   |
| 1 | 0 | 1 | 1   |
| 1 | 1 | 0 | 1   |
| 1 | 1 | 1 | 0   |

### NOT TS
Bramka NOT TS nazywana jest również negatorem trójstanowym.
W bramce NOT TS wejście S jest zanegowane, więc pracuje ona tak jak zwykły negator dla S=0. Natomiast dla S=1, na wyjściu negatora trójstanowego jest stan wysokiej impedancji.
| S | a | y   |
| - | - | --- |
| 0 | 0 | 1   |
| 0 | 1 | 0   |
| 1 | 0 | (Z) |
| 1 | 1 | (Z) |

## Zastosowanie bramek TS
- magistrala komunikacyjna